# Brissos de Évora
São Brissos foi um santo português semi-lendário, cultuado na região de Beja. Nascido em Mírtilis, a actual Mértola, terá sido o segundo bispo de Évora, sendo martirizado pelos romanos à roda do ano 312. O seu culto está bem atestado na região do Alentejo, sendo orago de várias povoações.

## História
São Brissos, nascido em 9 de março de 267, na então Mírtilis — atual Mértola, no Alentejo — é uma figura emblemática da história religiosa portuguesa, ainda que semi-lendária. Desde muito jovem, Brissos mostrou uma profunda inclinação pela fé cristã, numa época em que o cristianismo era perseguido pelo Império Romano. Sua família, de origem modesta mas de valores firmes, viu nele um jovem dedicado à oração e à caridade, aspectos que marcaram toda sua vida.
Com a expansão do cristianismo pela Península Ibérica, Brissos dedicou-se a evangelizar as populações locais, viajando pelos pequenos povoados da região de Beja. Estudioso das escrituras, tornou-se uma referência espiritual, ganhando o respeito dos fiéis e, eventualmente, sendo escolhido para ser o segundo bispo de Évora, sucedendo o primeiro líder cristão daquela diocese. A nomeação oficial, embora não documentada em registros precisos, foi passada pela tradição oral e reforçada pelos relatos dos primeiros cristãos da região.
Durante seu episcopado, São Brissos empenhou-se na consolidação das comunidades cristãs, organizando missas, batismos e ajudando os mais pobres. Era conhecido por sua coragem ao desafiar as autoridades romanas, que ainda perseguiam os seguidores de Jesus Cristo. Sua missão era clara: fortalecer a fé, mesmo diante da ameaça constante de prisões e torturas.
No ano de 312, quando o imperador romano ainda promovia perseguições severas, São Brissos foi preso acusado de liderar uma seita proibida. Foi submetido a um terrível martírio: amarrado à roda de tortura, instrumento que lhe causou sofrimento extremo. Contudo, ele manteve sua fé inabalável até o último suspiro. Sua morte, datada em 16 de julho de 312, rapidamente transformou-o em mártir e santo para os cristãos locais.
O dia 16 de julho passou a ser celebrado como seu dia litúrgico, especialmente nas cidades e aldeias da região do Alentejo, onde sua memória é cultuada com missas, procissões e festivais religiosos. São Brissos é orago de várias povoações, simbolizando a resistência e a perseverança da fé cristã em tempos de adversidade.

Até hoje, sua figura inspira devoção e esperança, lembrando os alentejanos da importância de lutar por seus ideais com coragem e amor. Igrejas e capelas erguidas em sua homenagem, especialmente em Beja e arredores, mantêm viva a tradição e o culto a este santo português semi-lendário, cuja vida e missão refletem a tenacidade espiritual dos primeiros cristãos lusitanos.